# Küschall
Die Küschall AG ist mit Hauptsitz in Witterswil, Schweiz, einer der Weltmarktführer im Bereich Aktiv-Rollstühle. Das Unternehmen wurde durch seine innovative Bauweise von Rollstühlen durch den Firmengründer Rainer Küschall bekannt.

## Geschichte

### 1978–1995

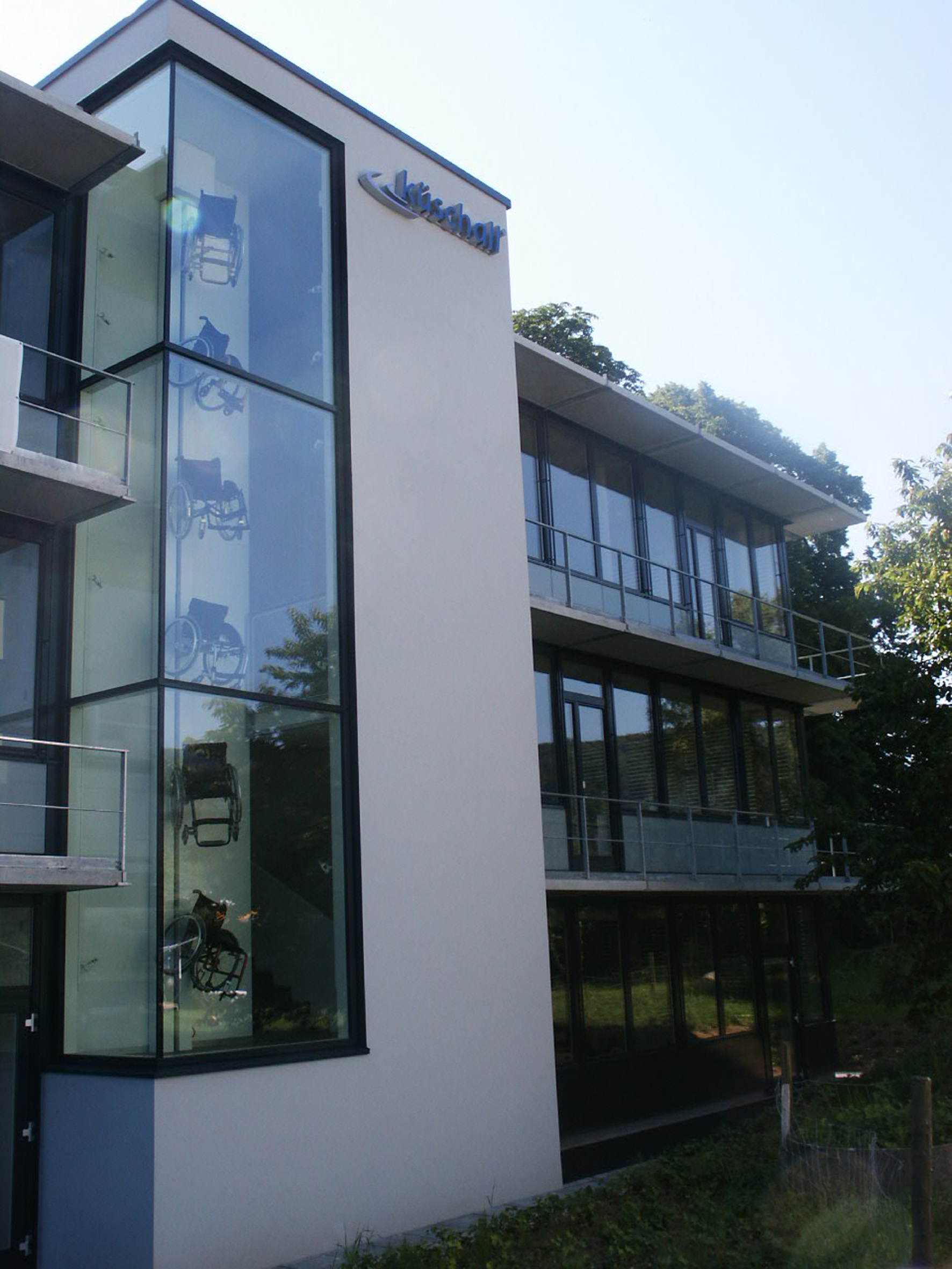
Sitz von Küschall in Witterswil bei Basel, Sicht auf den Rollstuhlturm

Das Unternehmen wurde 1978 durch Rainer Küschall, selbst Tetraplegiker, gegründet. Den Durchbruch erreichte Küschall mit dem Modell „Competition“, das durch ein neues Design und die leichte und wendige Konstruktion den Rollstuhl revolutionierte. Die ersten Produkte wurden im Wohnzimmer des Gründers hergestellt. Später erfolgte der Umzug in eine Liegenschaft in Allschwil. 1986 wurde die „Küschall of America“ gegründet, zwei Jahre später gefolgt von der „Küschall of Chile“. Beide Unternehmen wurden jedoch nur wenige Jahre später aufgelöst, um die kurzen Distributionszeiten einhalten zu können.

### 1995 bis heute

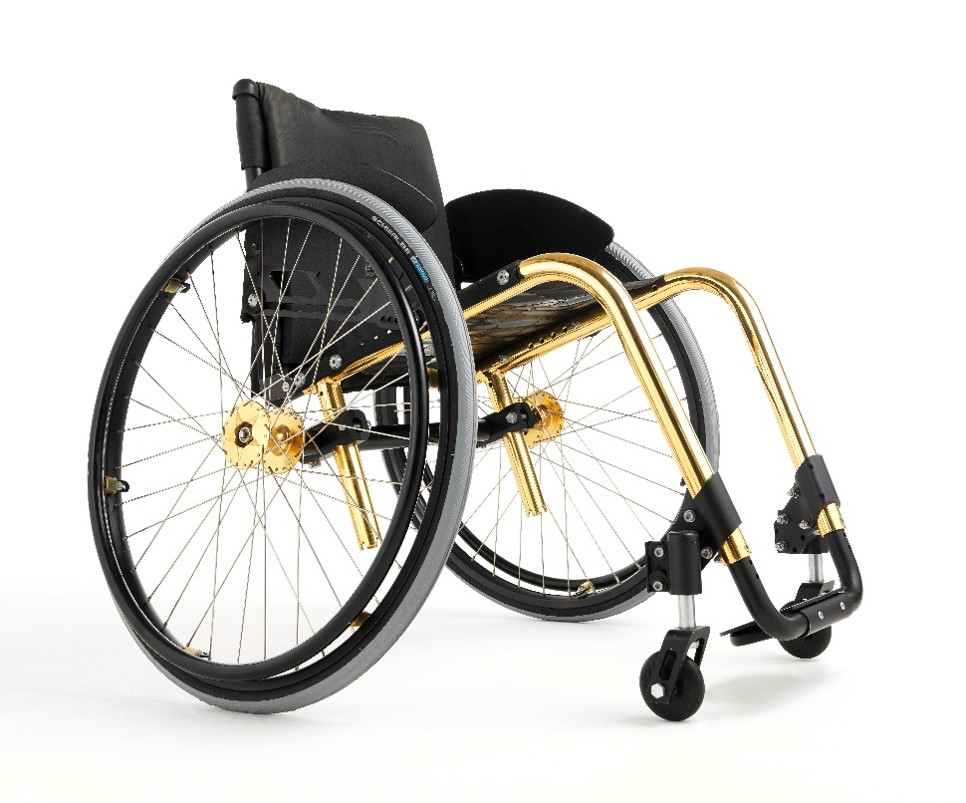
küschall Competition – der erste Rollstuhl im Monotube-Design, 1985

Das Unternehmen gehört seit 1995 zur Invacare-Gruppe und baute dadurch seine weltweite Präsenz aus. 2005 erfolgte der Umzug von Allschwil nach Witterswil. Der neue Standort wurde für die grössere Produktion und steigende Anzahl Mitarbeiter ausgelegt und verfügt über eine moderne Infrastruktur im neuen Technologiezentrum Witterswil.

## Technologie

### Monotube Design
Die Küschall AG brachte 1985 den ersten Rollstuhl im Monotube-Design auf den Markt und veränderte damit die Bauweise von Rollstühlen.

### Low Impact System (L.I.S.)
2007 lancierte Küschall ein patentiertes Stossdämpfungsmodul „L.I.S.“, welches im R33-Rollstuhl verbaut ist. Die stossdämpfende Funktion ermöglicht ein komfortables Fahren unter allen Bedingungen.

### Vario-Achse
Ende der neunziger Jahre brachte Küschall die Vario-Achse auf den Markt, mit welcher der Radsturzwinkel gewechselt werden kann.

## Auszeichnungen
Im Jahr 1985 erhielt Rainer Küschall für das Modell Competition den Designer Award des MoMA in New York, wo der Rollstuhl auch ausgestellt ist. Der von Rainer Küschall erfundene Monotube-Rollstuhl wurde seither mehrfach von anderen Rollstuhlherstellern weltweit kopiert. 2003 gewann das Unternehmen den JB Richey Innovation Award for Europe für das Modell Champion, gefolgt vom Red Dot Design Award im Jahr 2004 für das Modell Fusion. Das Modell R33 wurde wegen seines einzigartigen Stossdämpfungssystems 2007 mit dem Janus Award, dem Coup de Coeur und 2008 mit dem Rehacare Best Design Award ausgezeichnet.